# لولوبة باركسية
لولوبة باركسية (الاسم العلمي:Spiranthes parksii) هي نوع من النباتات يتبع جنس اللولوبة من الفصيلة السحلبية.